# Óblast de Kaluga
Kaluga (en ruso: Калу́жская о́бласть, tr.: Kalúzhskaya óblast) es uno de los cuarenta y siete óblast que, junto con las veintiuna repúblicas, nueve krais, cuatro distritos autónomos y dos ciudades federales, conforman los ochenta y tres sujetos federales de Rusia. Su capital es la homónima Kaluga. Está ubicado en el distrito Central limitando al norte con Smolensk, al este con el óblast de Moscú, al sur con Tula y Oriol, y al oeste con Briansk.
Fundado en 1944, el óblast de Kaluga está situado en el corazón de la parte europea de Rusia. El óblast ha estado demostrando altas tasas de crecimiento económico, y es uno de los mayores centros culturales, educativos y científicos de Rusia.

## Geografía

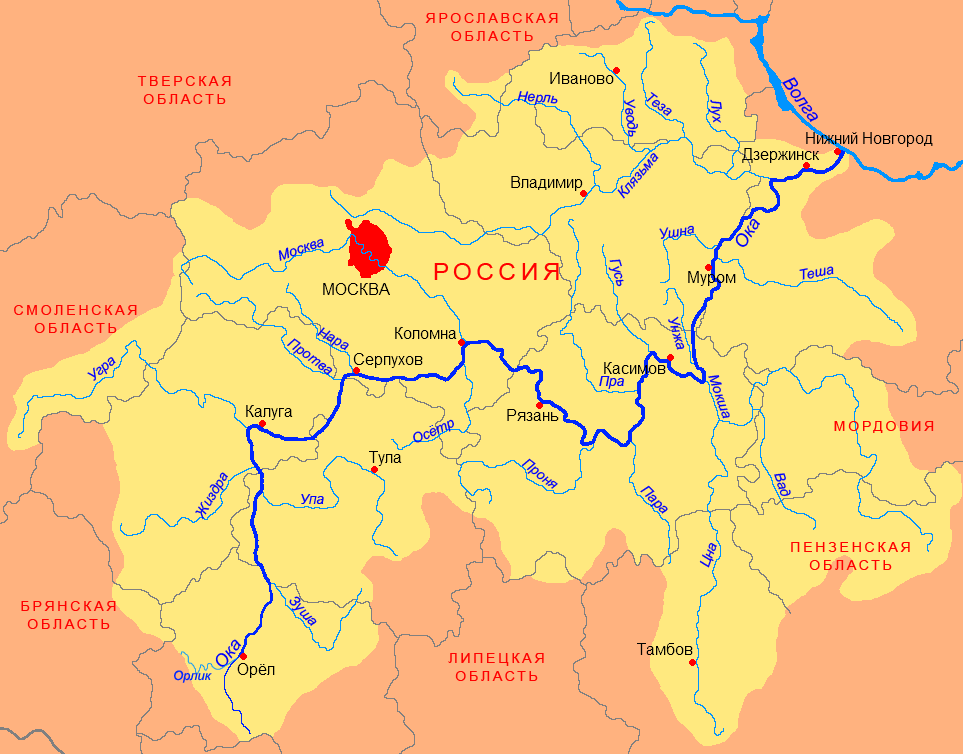
El río Oká —afluente del Volga— fluye en direcciones N y E por el este de este óblast, y pasa por su capital, Kaluga (Калу́га)

De norte a sur, el óblast de Kaluga se extiende por más de 220 km. Su superficie es de 29 777 km², que a título comparativo corresponde asimismo a la de Bélgica.
El óblast de Kaluga limita con:
- El óblast de Briansk al oeste.
- El óblast de Oriol al suroeste.
- El óblast de Tula al sureste.
- El óblast de Moscú hacia el este.
- El óblast de Smolensk al norte.

y con la ciudad de Moscú.

## Zona horaria
Se localiza en la zona horaria de Moscú (MSK/MSD). La diferencia con UTC es +0300 (MSK)/+0400 (MSD).

## Subdivisiones

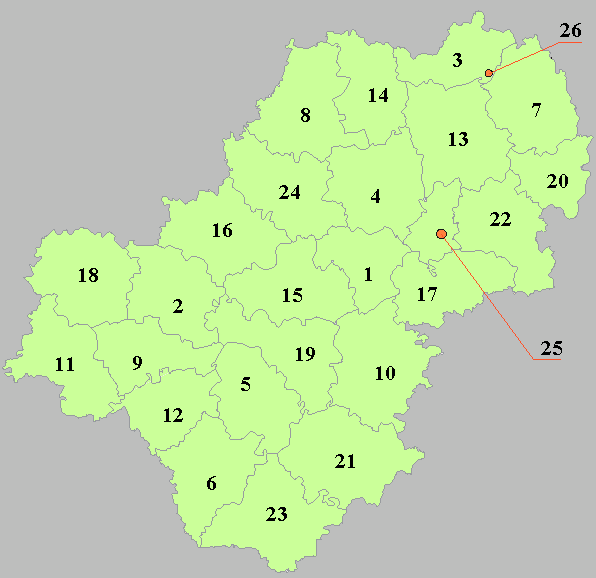
Mapa de raiones de la óblast

La óblast se divide en dos ókrugs urbanos (Kaluga y Óbninsk) y 24 raiones:
- Raión de Babýnino (capital: Babýnino)
- Raión de Bariátino (capital: Bariátino)
- Raión de Bórovsk (capital: Bórovsk)
- Raión de Dzerzhinski (capital: Kóndrovo)
- Raión de Dumínichi (capital: Dumínichi)
- Raión de Zhizdra (capital: Zhizdra)
- Raión de Zhúkov (capital: Zhúkov)
- Raión de Iznoski (capital: Iznoski)
- Raión de Kírov (capital: Kírov)
- Raión de Kozelsk (capital: Kozelsk)
- Raión de Kúibyshev (capital: Bétlitsa)
- Raión de Liudínovo (capital: Liudínovo)
- Raión de Maloyaroslávets (capital: Maloyaroslávets)
- Raión de Medýn (capital: Medýn)
- Raión de Meshchovsk (capital: Meshchovsk)
- Raión de Mosalsk (capital: Mosalsk)
- Raión de Peremyshl (capital: Peremyshl)
- Raión de Spas-Démensk (capital: Spas-Démensk)
- Raión de Sujínichi (capital: Sujínichi)
- Raión de Tarusa (capital: Tarusa)
- Raión de Uliánovo (capital: Uliánovo)
- Raión de Férzikovo (capital: Férzikovo)
- Raión de Jvastóvichi (capital: Jvastóvichi)
- Raión de Yújnov (capital: Yújnov)